# 今虞琴社

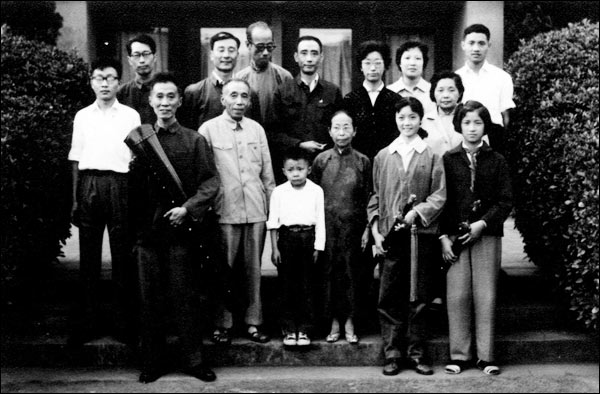
1961年今虞琴社在文藝會堂演出後的合影。前排左二為張子謙，右二為王耀珠；後排左一為龔一，左三為戴樹紅，左四為莊劍丞，左五為姚丙炎。

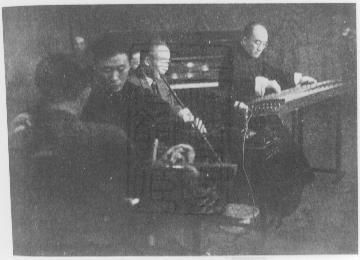
今虞琴社在京滬鐵路管理局演奏。右一彈箏者為吳景略，右二吹簫者為查阜西。

今虞琴社，古琴社團，1936年在蘇州成立，創建者包括査阜西、彭祉卿、徐元白、庄剑丞和樊少雲等人。同年底在上海成立分社「滬社」，之後重心逐漸轉移至滬社。曾出版一期的社刊《今虞》，多次參與上海之春，至今仍有活動。

## 歷史
今虞琴社由査阜西、彭祉卿、徐元白、庄剑丞、樊少雲等28位琴人於1936年4月21日在蘇州成立，以「研究琴學，復興古樂」為宗旨，並推舉查阜西為社长，彭祉卿為司文，莊劍丞為司事。在當日舉行第一次雅集，張子謙曾參與其中。此後每周舉行一次小型雅集，每月舉行一次大型雅集。
1936年12月27日在上海成立分社“滬社”，由張子謙、吳景略、沈草農等人主事。1937年9月27日，第七次月集时，琴社在上海佛音电台演奏古琴。1937年創辦的《今虞琴刊》在10月出版第1期，印刷出的大部分琴刊都免費寄給各地琴人與琴社。
1938年時曾為嚴天池墓立碑，鐫文「明代琴宗嚴天池先生墓碑」。
淞滬會戰爆發後，蘇州琴社停頓，而滬社未受太大影響，加上上海琴人較多，琴社重心漸漸轉向上海。滬社曾於1939年舉辦公開演奏會，1941年在友好電臺播音。
1959年時曾參與上海之春的前身「上海市音樂舞蹈展演月」。
文化大革命時遭廢社，至1980年始恢復活動，由張子謙擔任社長，沈仲章副社长，並多次參與上海之春的演出，例如：1980年第九屆的「今虞琴社古琴、弦歌、琴劍專場音樂會」，1982年第十屆的「今虞琴社古琴音樂會」，1983年第十一屆的古琴音樂會，2016年第33屆的「今虞今声——今虞琴社古琴音乐会」。